# Nadia Sminate
Nadia Sminate, née le 29 décembre 1981 à Bonheiden (Belgique), est une femme politique belge flamande, membre de la N-VA. Elle est actuellement membre du Parlement flamand  et bourgmestre  de Londerzeel.

## Biographie
Née à Bonheiden d'un père marocain et d'une mère flamande.

### Études
Elle est licenciée en philologie romane de la Vrije Universiteit Brussel. Elle obtient son diplôme en 2003, avec un mémoire intitulé El verbo 'devoir' y sus traducciones en español contemporáñeo: análisis del concepto de obligación.

### Activités professionnelles
Elle enseigne les langues au centre d'enseignement pour adultes Lethas de Ganshoren de septembre 2003 à mars 2008, avant de devenir collaboratrice du groupe N-VA à la Chambre des représentants.
En 2006, elle pose en lingerie fine pour l’élection de « Miss Handelsgids ». Les clichés réalisés alors sont remis en circulation en 2010, après son élection comme député fédéral.
En juillet 2009, elle devient membre du cabinet du ministre flamand Philippe Muyters, chargé du Budget, de l'Aménagement du territoire, de l'Emploi et du Sport, jusqu'à son élection à la Chambre.

### Conseillère communale de Londerzeel
Lors des élections communales de 2006, elle est 21e sur la liste du cartel CD&V-NVA à Londerzeel et est élue avec 606 voix de préférence, soit le 14e score de la commune. Sa liste ayant obtenu 18 sièges sur 25, elle devient conseillère communale de la majorité en janvier 2007. Elle préside la commission de l'enseignement du conseil communal. En janvier 2010, elle devient membre du conseil de police de la zone K-L-M, qui est composée des communes de Kapelle-op-den-Bos, Londerzeel et Meise.
En 2008, le conseil communal suit sa proposition de lier la vente d'un terrain communal à la connaissance de la langue néerlandaise.

### Candidatures électorales en 2007 et 2009
Lors des élections législatives de 2007, elle est 18e sur la liste du cartel CD&V-NVA menée par le député sortant Herman Van Rompuy. Elle obtient 4 430 voix de préférence et contribue ainsi à l'élection d'Herman Van Rompuy (31 403 voix), Michel Doomst (28 415 voix) et Sonja Becq (14 655 voix).
Lors des élections régionales de 2009, elle est 2e suppléante de la liste de la N-VA pour le Brabant flamand menée par le député sortant Mark Demesmaeker. Elle obtient 3 072 voix de préférence qui contribuent à l'élection de Mark Demesmaeker (32 124 voix), Tine Eerlingen (8 263 voix) et Willy Segers (5 006 voix).

### Députée fédérale
Lors des élections législatives du 13 juin 2010, elle figure en deuxième position sur la liste de la N-VA de l'arrondissement de Bruxelles-Hal-Vilvorde, derrière le député sortant Ben Weyts. Avec 8 884 voix de préférence, soit le deuxième score de sa liste, elle est élue députée fédérale en compagnie de Ben Weyts (18 778 voix) et Kristien Van Vaerenbergh (7 835 voix).
A la Chambre des représentants, elle devient vice-présidente de la Commission des Affaires sociales, membre de la Commission spéciale du règlement et de la réforme du travail parlementaire et membre de l'Assemblée parlementaire euroméditerranée. En décembre 2010, elle déclenche une polémique en confiant à la presse que les ministres et secrétaires d'État francophones ne répondent presque jamais à ses questions, ni à celles de ses collègues de la N-VA.
C'est dans ce contexte que s'inscrit l'incident survenu lors de la session du 1er juin 2011 : voulant interroger la ministre des Affaires sociales, Laurette Onkelinx, sur la gestion de l'assurance maladie, la députée épuise en considérations préalables les deux minutes imparties pour une question d'actualité. Après deux rappels à l'ordre, le président, André Flahaut, lui coupe le micro tout en soulignant, pour prévenir la polémique, qu'il a déjà fait de même avec des députés de tous les groupes. Laurette Onkelinx lui ayant succédé à la tribune, Nadia Sminate lui soumet sa question sous forme écrite, soulevant dans l'hémicycle des rires qui se transforment en hilarité générale lorsqu'elle reproche à la ministre son refus de lui répondre.

### Bourgmestre de Londerzeel
Lors des élections communales du 14 octobre 2012, Nadia Sminate conduit à Londerzeel la liste de la N-VA, qui remporte plus de 21 % des suffrages. Le 22 octobre, un accord de coalition est conclu pour six ans entre les représentants locaux de son parti et ceux du parti écologiste Groen, des socialistes et du CD&V du bourgmestre sortant Jozef De Borger : selon les termes de l'accord, ce dernier doit continuer à occuper son poste pendant trois ans, avant de le céder à Nadia Sminate pour les trois années suivantes. Ces conditions destinent dès lors l'élue séparatiste flamande à devenir le premier bourgmestre d'origine marocaine en Belgique et le premier bourgmestre d'origine allochtone en Flandre (Saint-Josse, dont le socialiste Emir Kir, d'origine turque, est devenu bourgmestre en 2013, est une commune de la Région bruxelloise).
Nadia Sminate prête serment comme bourgmestre le 18 décembre 2015 pour entrer en fonction le 1er janvier 2016. Elle fait partie à ce titre des exemples cités par son parti à l'appui de sa conception « inclusive » de la Flandre.

### Députée au Parlement flamand
Lors des élections du 25 mai 2014, Nadia Sminate est élue au Parlement flamand. Elle figure au nombre des 5 députés d'origine non-européenne, dont 3 d'origine marocaine, que compte alors cette institution.
Le 11 janvier 2019, elle est déléguée par le parlement flamand comme sénatrice au Sénat de Belgique.